# Juan Pablo Arenas
Juan Pablo Arenas Núñez (* 22. April 1987 in Santiago) ist ein ehemaliger chilenischer Fußballspieler. Der offensive Mittelfeldspieler wurde vier Mal chilenischer Meister.

## Karriere

### Verein
Juan Pablo Arenas, auch unter seinem Spitznamen Cachorro (deutsch: Welpe) bekannt, debütierte 2004 beim CSD Colo-Colo im Alter von 17 Jahren beim Superclásico gegen Universidad de Chile. Mit Colo-Colo gewann Arenas vier Meistertitel, konnte sich aber nicht als Stammspieler durchsetzen. 2008 wurde er erst an Santiago Morning und anschließend an Deportes Melipilla verliehen, wo er auch nach seiner Leihe blieb. Von 2009 bis 2011 lief Arenas für den CD Magallanes auf und wechselte 2012 nach einem kurzen Gastspiel bei Provincial Osorno zu Trasandino. Nach zwei Jahren Inaktivität schnürte er nochmal eine Saison seine Fußballschuhe für Puma Generaleña aus Costa Rica, wo er mit seinem früheren Teamkollegen Cristián Abarca spielte.

### Nationalmannschaft
Arenas spielte mit der chilenischen U20-Nationalmannschaft bei der Südamerikameisterschaft und belegte den vierten Platz, der für die Qualifikation zur Junioren-Fußballweltmeisterschaft 2007 in Kanada genügte. Dort wurde der Offensivakteur mit Chile Dritter, kam allerdings nicht zum Einsatz.

## Erfolge
Colo-Colo
- Chilenischer Meister: 2006-A, 2006-C, 2007-A, 2007-C